# アメリカン・ロコモティブ
アメリカン・ロコモティブ（American Locomotive Company ）はアメリカ合衆国ニューヨーク州スケネクタディに本社を置いていた鉄道車両（機関車）メーカー。しばしばアルコ（ALCO ）の略称で呼ばれる。

## 歴史

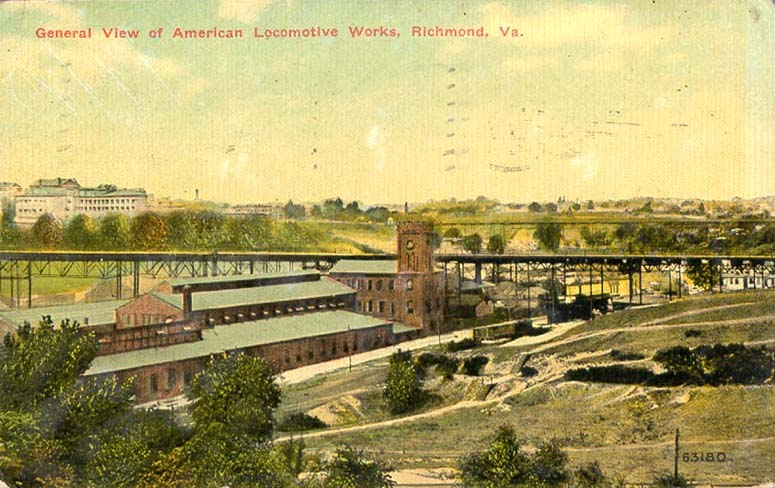
1911年のバージニア州リッチモンドの工場

1901年、以下の小規模な機関車製造会社が合併して設立された（括弧内は本社所在地）。
- ブルックス・ロコモティブ・ワークス（ニューヨーク州ダンケルク）
- クック・ロコモティブ・アンド・マシン・ワークス（ニュージャージー州パターソン）
- ディックソン・マニュファクチュアリング（ペンシルベニア州スクラントン）
- マンチェスター・ロコモティブ・ワークス（ニューハンプシャー州マンチェスター）
- ピッツバーグ・ロコモティブ・アンド・カー・ワークス（ペンシルベニア州ピッツバーグ）
- ロードアイランド・ロコモティブ・ワークス（ロードアイランド州プロビデンス
- リッチモンド・ロコモティブ・ワークス（バージニア州リッチモンド）
- スケネクタディ・ロコモティブ・ワークス（ニューヨーク州スケネクタディ）

新しく設立された会社の本社はスケネクタディに設置され、結局、他の工場は閉鎖された。
1904年、カナダにあったをロコモティブ・アンド・マシン・カンパニー・オブ・モントリオールを買収し、モントリオール・ロコモティブ・ワークス(MLW)とした。後述のとおり、のちにアルコが車両の製造を止めた後もアルコの設計した車両の製造を継続した。翌1905年にニュージャージー州パターソンに本社を置くロジャーズ・ロコモティブ・ワークスを傘下に入れ、ボールドウィンに次ぐ2番目に大きな機関車製造会社になった。
1906年、ゼネラル・エレクトリック(GE)とともに電気機関車を製造。
1924年、電装品の供給をGEから、ディーゼルエンジンの供給をインガソールランドから受け、電気式ディーゼル機関車の製造を開始(60トンボックスキャブ機)。
1929年、エンジン製造会社のマッキントッシュ・アンド・シーモア・ディーゼル・エンジンを買収。
1940年、GEとアメリカン・ロコモティブは販売部門を統合。名義は「ALCO-GE」となる。
1953年、GEはアメリカン・ロコモティブとの協業を廃止し、単独でディーゼル機関車の製造を開始。以後、急速にアメリカン・ロコモティブの脅威となっていくが、GEからの電装品供給は続いていた。
1956年、通称だった「アルコ」を正式な会社名に採用、Alco Pruducts(アルコ・プロダクツ)となる。センチュリー・シリーズ開発。
1964年、ウォーシントンがアルコを買収。ただし、運営は独立して行われる。同年、ウォーシントンはカナダでMLWの株を買い進めた。1967年にはMLW株の52％を取得。その間、1966年、ウォーシントンのカナダ子会社がMLWの子会社となり、1968年にはMLWウォーシントンとなった。
1967年、アルコの親会社であるウォーシントンはスチュードベーカーと合併し、ウォーシントン・スチュードベーカーとなった。
1969年、アルコは機関車製造から撤退。設計全般をMLWに譲渡した。

## 蒸気機関車
アルコは合衆国において2番目に大きな機関車製造会社で75000輌以上の機関車を生産した。同社の機関車はユニオン・パシフィック鉄道、デラウェア鉄道、サザンパシフィック鉄道で支持された。アルコは車軸配置4-6-4のニューヨーク・セントラル鉄道のハドソンや車軸配置4-8-4のナイアガラをニューヨークセントラル鉄道向けに、車軸配置4-6-6-4チャレンジャーをユニオン・パシフィック鉄道向けに製造する等、各社の代表的な機種を製造した。アルコは多数の大型機関車を製造し、その中にはユニオン・パシフィック鉄道のビッグボーイも含まれる。

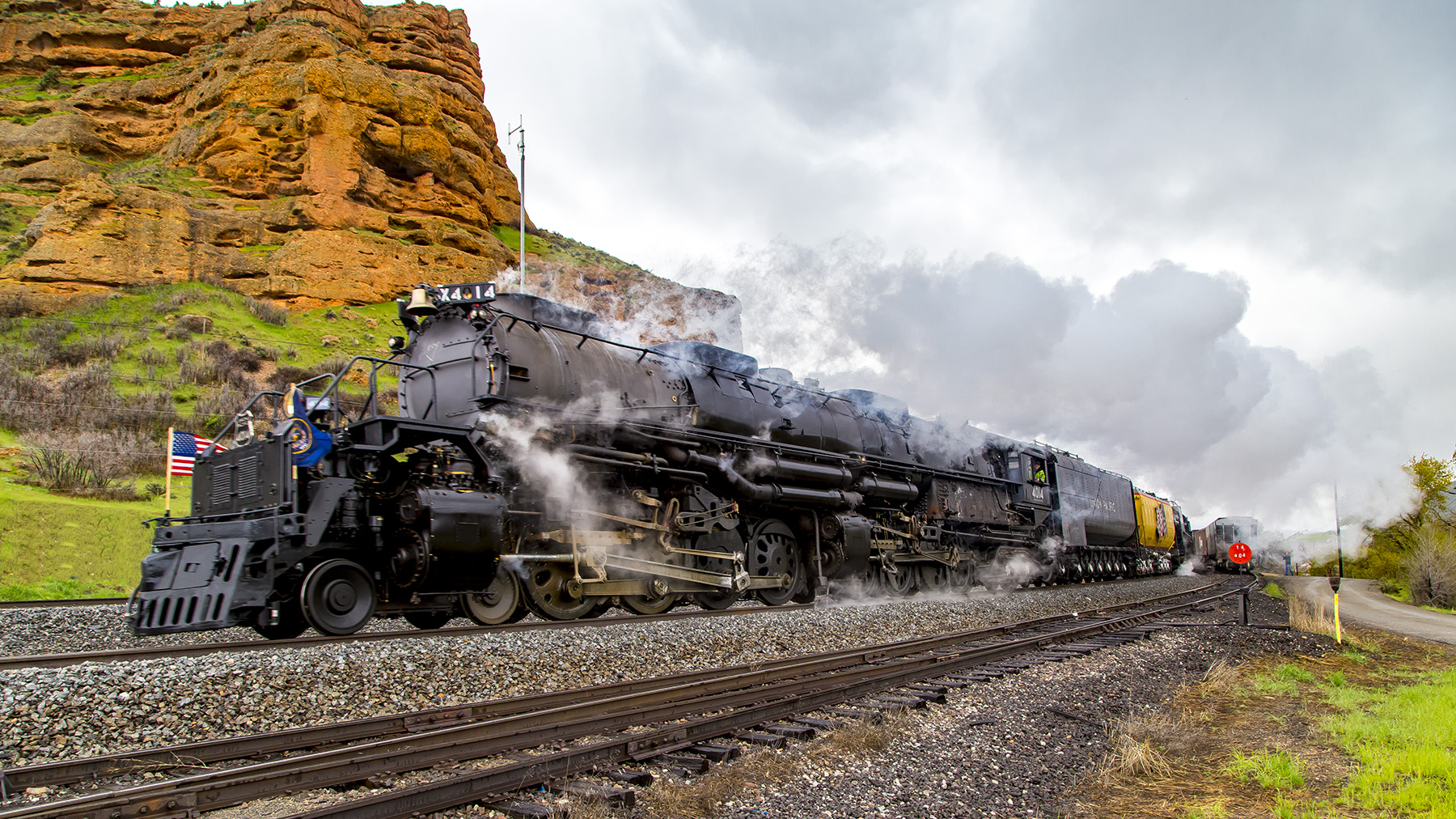
ユニオン・パシフィック鉄道4000形蒸気機関車（ビッグボーイ）
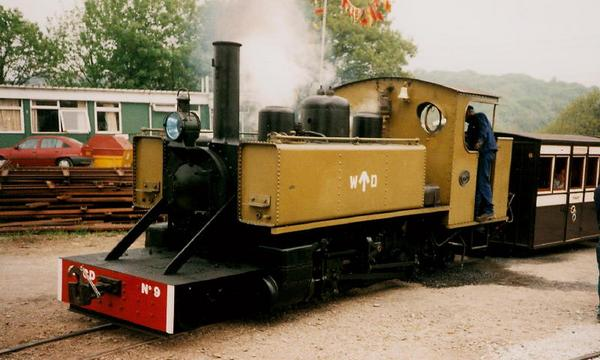
野戦鉄道用に作られたナローゲージのアルコ製機関車
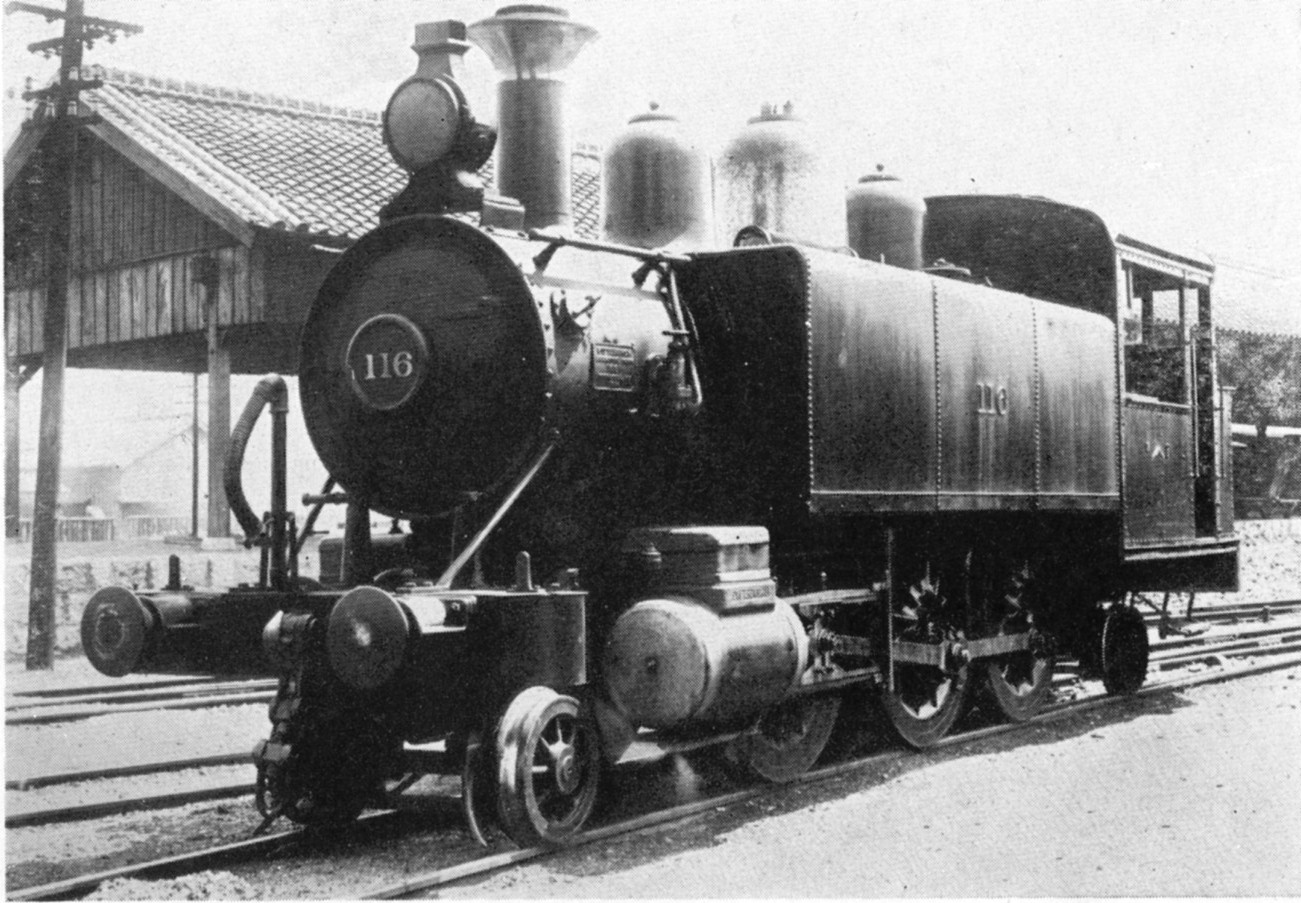
国鉄3400形蒸気機関車
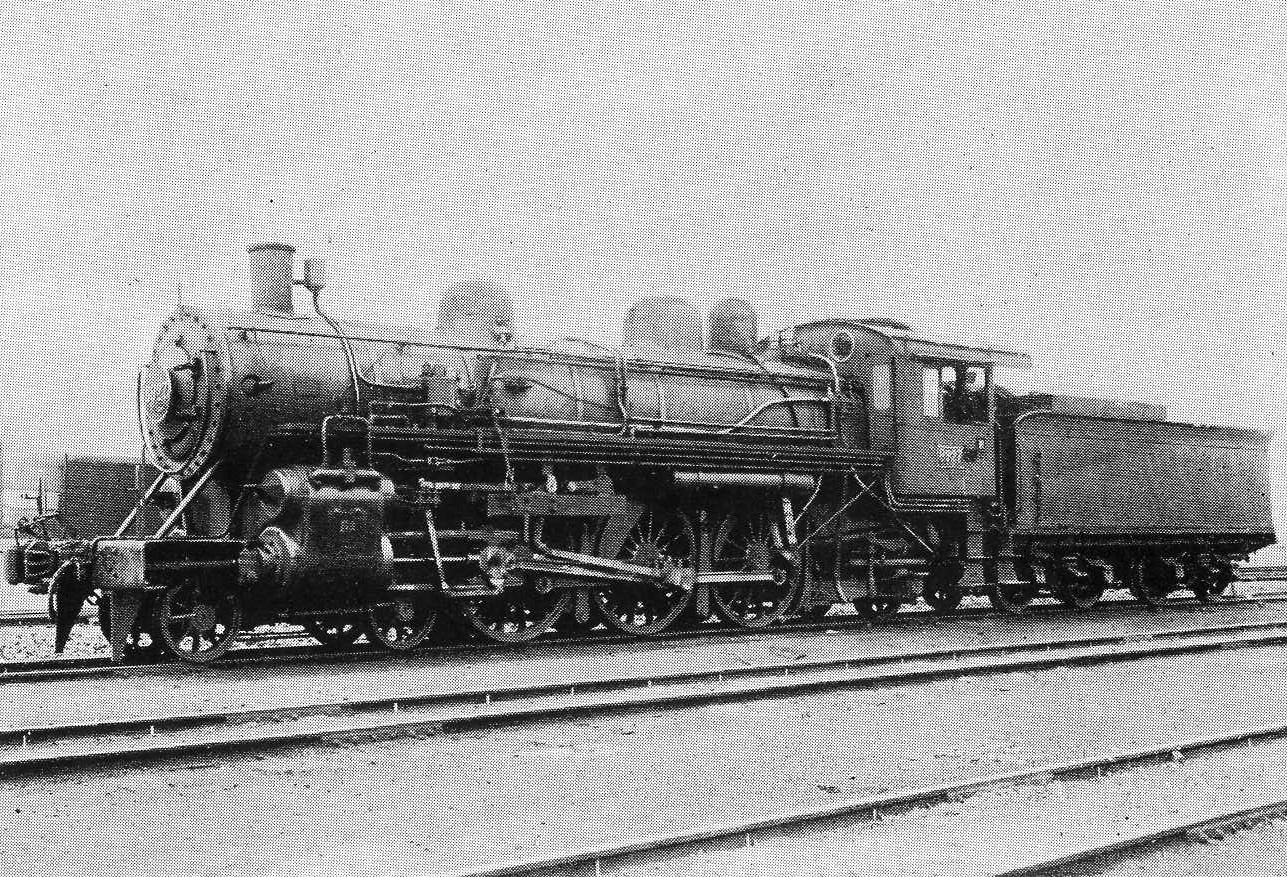
国鉄8900形蒸気機関車

## 自動車
1906年、アルコは多角化の一環として、当時普及が進みつつあった自動車製造に進出した。フランスのBerliet社の設計した車種をライセンス生産した。生産はロードアイランド機関車工場で行われた。2年後、ライセンスが失効したので、同社は独自に設計した車両の生産を始めた。アルコの自動車は1909年、1910年にヴァンダービルト杯で優勝し、1911年にはインディ500にも参戦した。しかし、販売は苦戦した。1913年、自動車の製造を断念する。
アルコの自動車の物語において特筆すべきは工場責任者として自動車の経歴を始めたウォルター・クライスラーである。彼は1911年にビュイックに移り、後に自動車業界の大物になるクライスラーを創業する。

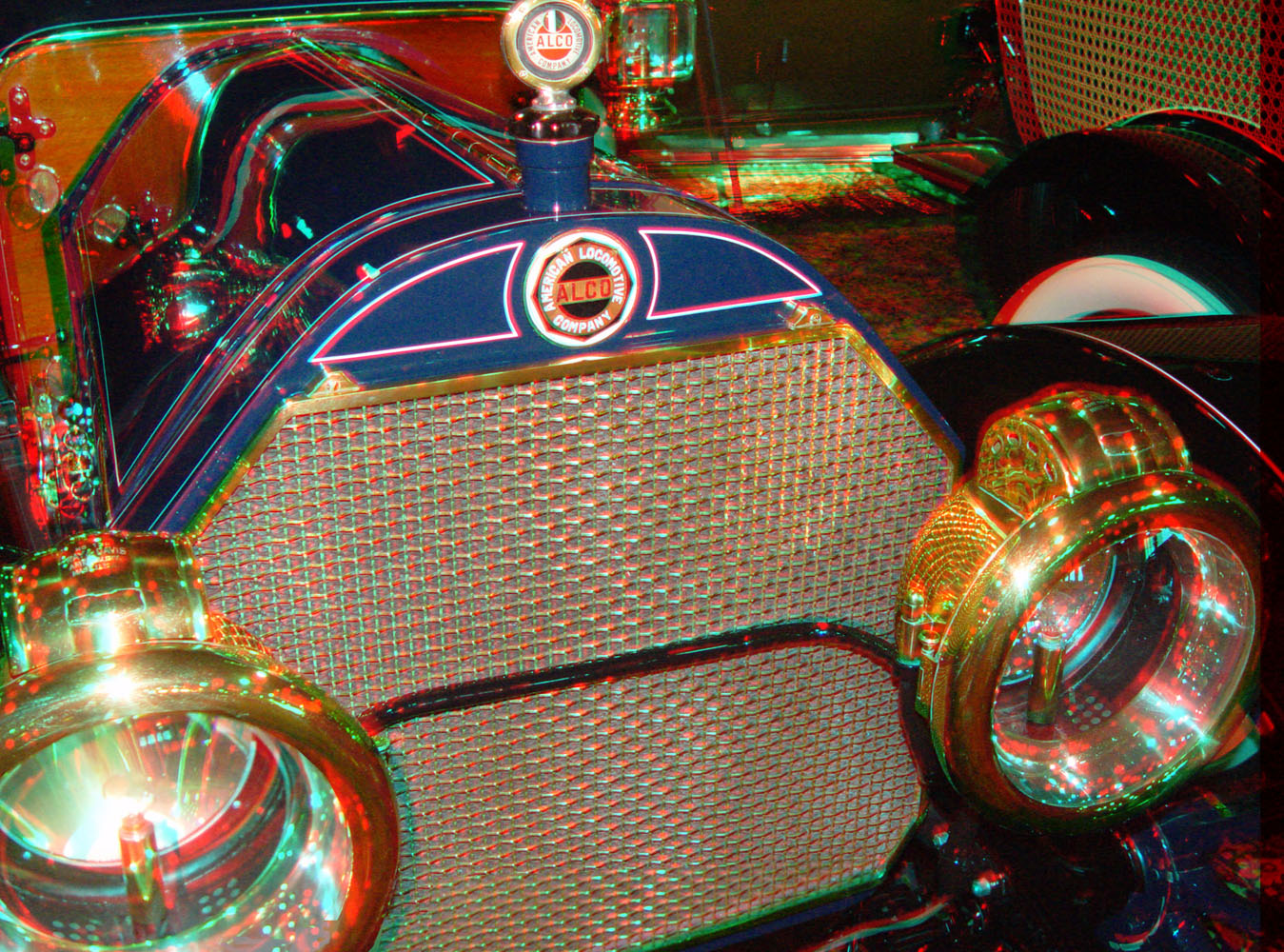
Alco car by American Locomotive
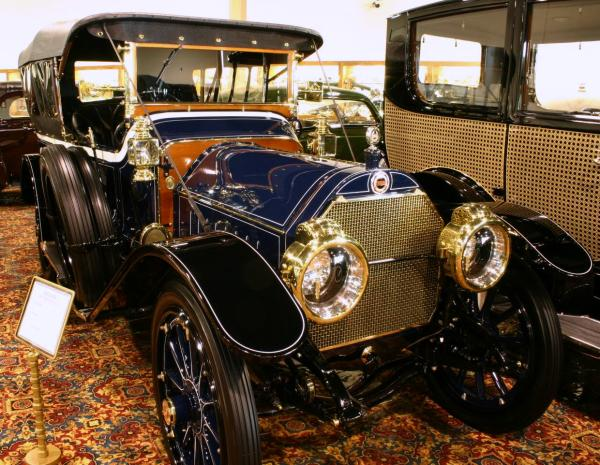
1912 ALCO
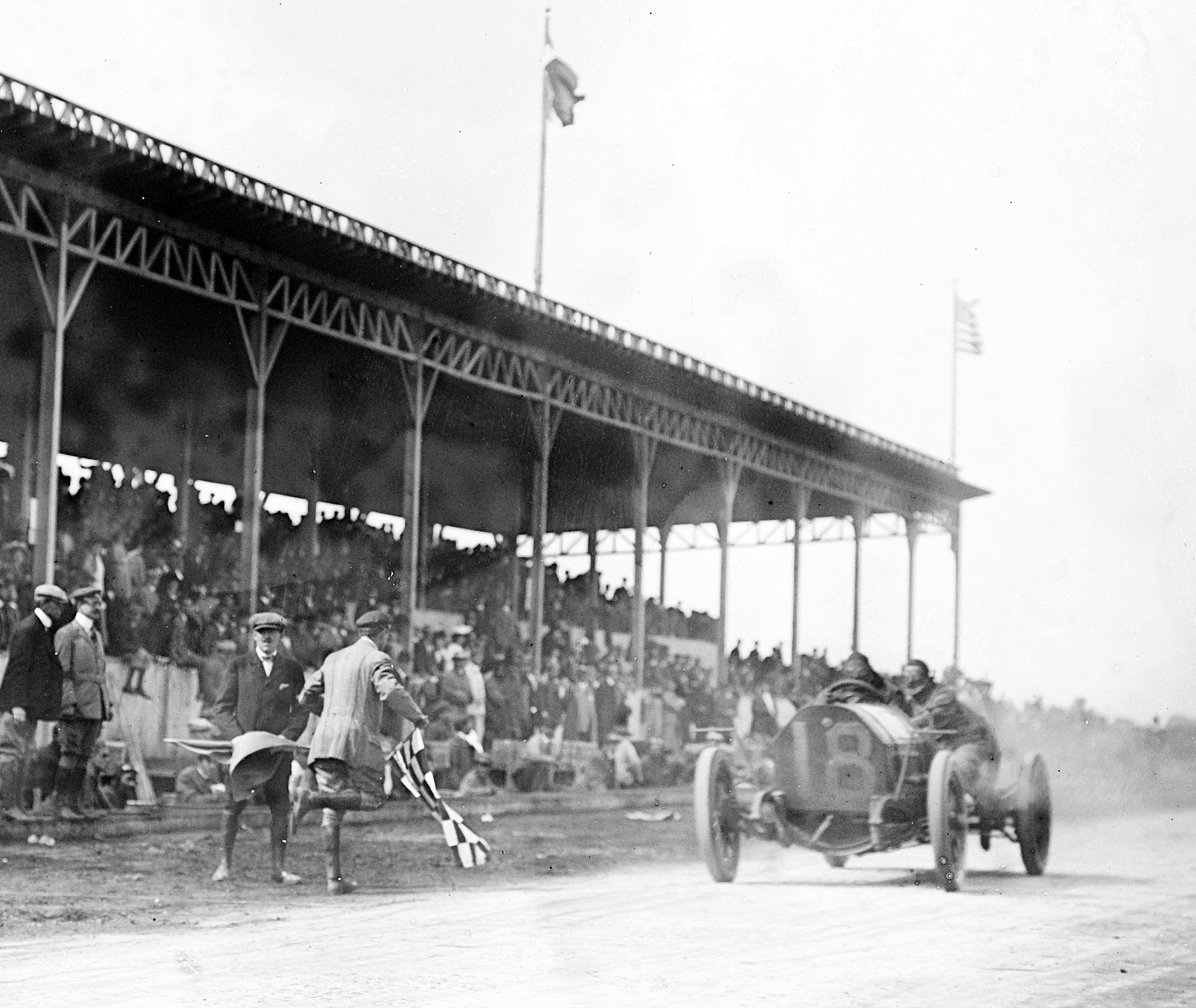
An Alco winning the 1910 Vanderbilt Cup.

## 電気式ディーゼル機関車

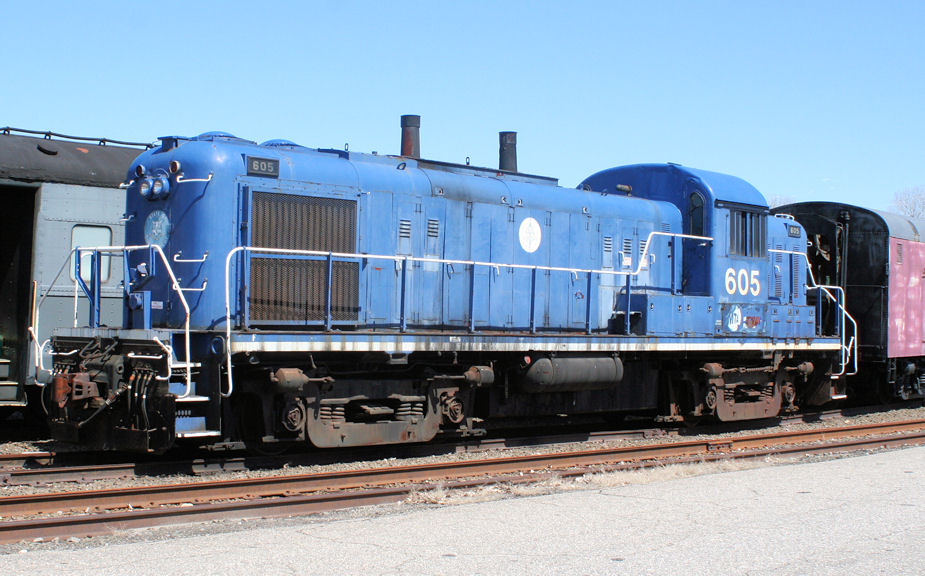
アルコRS-3型ディーゼル機関車

蒸気機関車の製造で強固な地位を築いていたにもかかわらず、1924年、ゼネラル・エレクトリック（GE。電気機器を供給）とインガソールランド（en:Ingersoll-Rand、ディーゼルエンジンを供給）と提携してアルコは初めて商業的に成功を収めた電気式ディーゼル機関車を生産した。この機関車はセントラル・レールロード・オブ・ニュージャージーへ売られ、類似の機関車がロングアイランド鉄道とシカゴアンドノースウェスタン鉄道を含む多数の鉄道会社へ売られた。
1929年、アルコは、エンジン製造会社のマッキントッシュ・アンド・シーモア・ディーゼル・エンジンを買収。それ以後、エンジンは自社製となったが、電装品は依然、GE製を使用していた。1930年代半ば、アルコはアメリカ国内で突出したディーゼル機関車メーカーであったが、GM-EMDが積極的なマーケティングと親会社(GM)による潤沢な開発資金、そして第二次世界大戦中に政府が幹線用ディーゼル機関車の製造をGM-EMDにのみ許可したというような市場介入により、アルコはその地位から脱落した。その間に、アルコは客貨両用のDL-109を製造した。そして、RS-1が、その堅牢性から米軍に採用された。

### 戦時中のアルコ
当時、主力艦ティルピッツ率いるドイツ海軍とドイツ空軍はソビエト連邦の補給路であるムルマンスク港への海上輸送を脅威に晒していた。この輸送経路はソ連の生命線であったため、その対策としてイラン縦貫鉄道をソ連へ延伸した。その作業にはアメリカが関わったので、イラン縦貫鉄道は米軍が使用していたRSD-1を導入した。ロシア、米軍での使用を含め、144両がこの目的のために製造された。
これは、すでに完成していた13両のRS-1がイラン縦貫鉄道用にRSD-1に改造することと、RS-1を民生用ではなく軍事・輸出用として製造することで対応した。アメリカの民間の鉄道会社にとっては、新型機関車導入に水を差された格好になってしまった。こうしたことにより、アルコがGM-EMDに打ち勝つことは不可能となった。また、GM-EMDと違い、アルコは自社の蒸気機関車が販売上のライバルとなっていた。
第二次大戦中のアメリカでは急激に伸びた軍需のため、一般自動車メーカーや機関車製造メーカーでの兵器の増産が行われた。アルコでもM3中戦車及びM3A1中戦車、M4中戦車及びM4A2中戦車の大量生産が行われている。

### GEとの関係
1940年、アルコとGEはAlco-GEの名のもとで、共同でディーゼル機関車を製造することに合意した。この協業は、1953年まで続くことになる。
1948年、アルコはディーゼル機関車のシェア40％を保持していた。旅客用のキャブ・ユニットであるPAやFAを製造する一方、ロード・スイッチャーであるSシリーズおよびRSシリーズを製造していた。この時期以降、アメリカのディーゼル機関車はロード・スイッチャータイプが主流となっていくが、当時はその過渡期にあった。
当時のアルコの盛況は、RSシリーズのヒットと関連づけることができる。RSシリーズはロード・スイッチャーの嚆矢とされ、フード・ユニットという形態がアルコを生きながらえさせることになった。
アルコは、GEがアルコとのパートナーシップを解消し、自社でディーゼル機関車を製造しはじめる1956年までシェア第2位を守っていた。GEは早々にアルコからシェア2位の座を奪い、生産量数でGM-EMDをも凌駕した。アルコは、絶え間ない設計の改良を続けたにもかかわらず、徐々に競争に敗れていった。
同年、社名を正式にAlcoに改称。そしてセンチュリー・シリーズを新たに開発した。センチュリー・シリーズは、他社にさきがけて交流発電機と整流器を用いた制御システムを実用化したC-628などがラインナップされていたが、その先進の性能も成功には結びつかなかった。シェア3位というポジションも怪しくなってきた。アルコの機関車は、GM-EMD以上の信頼性を勝ち得た訳でもなく、また会社の資金繰りもGEに及ばず、利益は期待できなかった。アルコは徐々に機関車製造を縮小していった。最後の2両(T-2)をニューバーグ・アンド・サウス・ショア鉄道へ発送したのは1969年1月のことであった。
アルコはスケネクタディの機関車製造工場をその年に閉鎖し、その設計全般をモントリオール・ロコモティブ・ワークスに譲渡した。
以後はモントリオール・ロコモティブ・ワークスの歴史を参照されたい。

## 多角化
既述のとおり、自動車事業への進出は失敗したが、他の分野への進出では大きな成功を収めている。第二次世界大戦時、弾薬を生産した。弾薬の生産は朝鮮戦争時まで継続された。朝鮮戦争後、アルコは石油生産装置や原子力市場へ進出した。後には熱交換器にも進出している。1955年、アルコは社名をアルコ生産会社へ改名した。改名の理由は同社にとって機関車はもはや主要な製造物ではなくなったからである。